# Долне Гире
Долне Гире (на сръбски: Доње Гире) е село в Босна и Херцеговина, разположено в община Соколац, в ентитета на Република Сръбска. Населението му според преброяването през 2013 г. е 14 души, от тях: 14 (100 %) бошняци.

## Население
Численост на населението според преброяванията през годините:
- 1961 – 161 души
- 1971 – 165 души
- 1981 – 130 души
- 1991 – 120 души
- 2013 – 14 души